# ییتس (ویرجینیای غربی)
ییتس (به انگلیسی: Yates) یک منطقهٔ مسکونی در ایالات متحده آمریکا است که در شهرستان تیلور، ویرجینیای غربی واقع شده‌است. ییتس ۳۰۵٫۱۱ متر بالاتر از سطح دریا واقع شده‌است.